# Ford Thunderbird (deuxième génération)
Cette page est une annexe de l'article « Ford Thunderbird ».
La deuxième génération de Ford Thunderbird (également appelée Square Bird,,,) a été produite par Ford pour les années modèles 1958 à 1960 en tant que successeur du biplace populaire de 1955–1957. En réponse aux enquêtes menées par Ford, deux changements majeurs ont été apportés pour attirer des acheteurs potentiels: deux sièges arrière ont été ajoutés et le niveau de luxe et les caractéristiques d'une voiture full-size ont été intégrés dans une plate-forme de taille moyenne.
En conséquence, les ventes ont grimpé en flèche et le nouveau modèle a considérablement élargi le marché des voitures personnelles de luxe, remportant le trophée de la Voiture de l'Année Motor Trend en 1958. Les ventes ont totalisé 198 191 sur trois années modèles, soit environ quatre fois celle du modèle deux places précédent.
Avec les Lincoln de 1958, la Thunderbird de 1958 a été le premier véhicule de la Ford Motor Company conçu avec un châssis de véhicule monocoque.

## Conception
Bien que la Ford Thunderbird de 1955-1957 se soit avérée un succès (par rapport à la Chevrolet Corvette), les dirigeants de Ford - en particulier Robert McNamara - estimaient toujours que son volume global de ventes pouvait s'améliorer. Une étude de marché a suggéré que les ventes de Thunderbird étaient limitées par sa configuration deux places, ce qui la rendait inadaptée aux familles. En réponse, les dirigeants de Ford ont décidé d'ajouter un siège arrière à la Thunderbird.
La nouvelle Thunderbird avait un nouveau thème de style distinct. La conception a été entièrement pilotée par le département du style et approuvée avant que l'ingénierie ne soit considérée. Le design était l'une des deux propositions, conçues principalement par Joe Oros, qui a ensuite travaillé sur la Ford Mustang de 1964. Cependant, la proposition perdante, conçue par Elwood Engel, gagnerait sa propre place dans l'histoire de la Ford Motor Company: après des révisions mineures, elle deviendrait la Lincoln Continental de 1961.

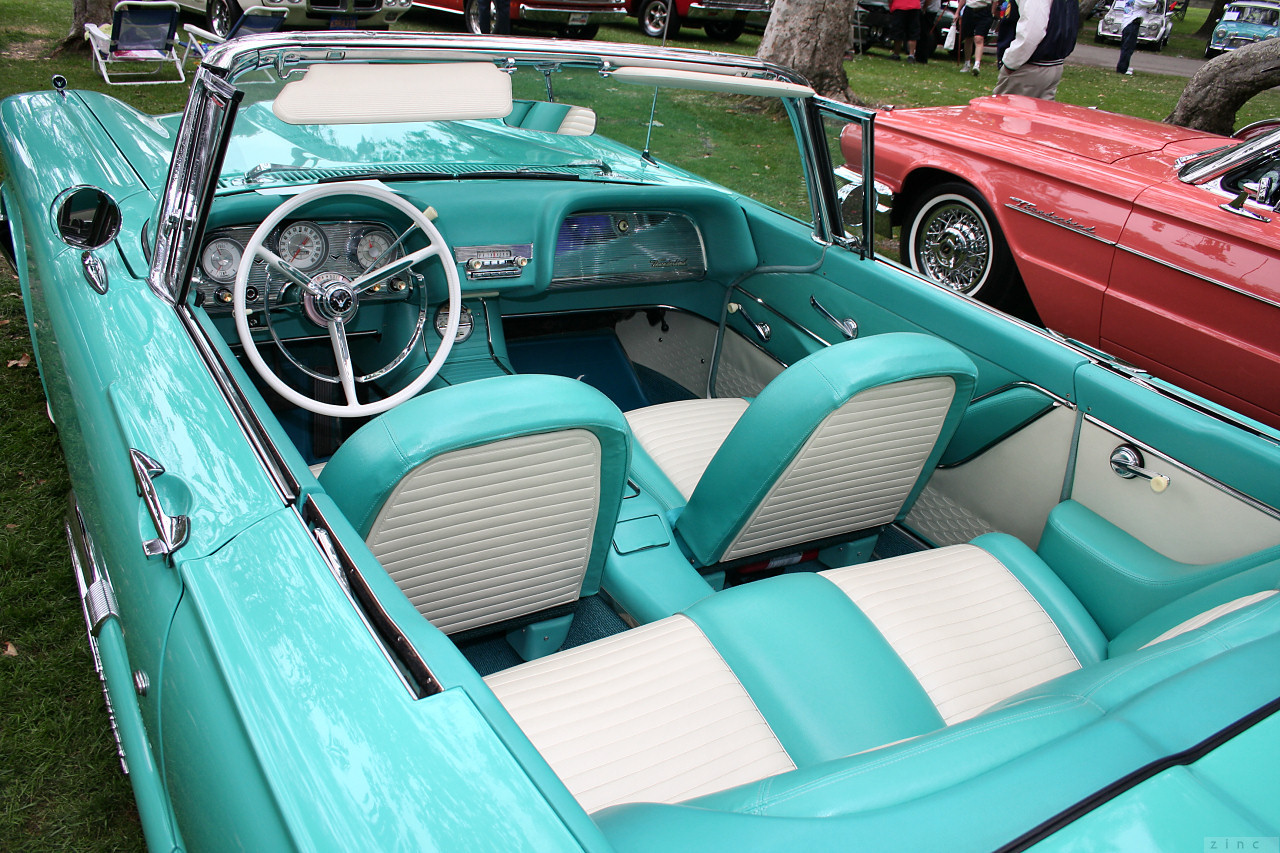
Intérieur d'un modèle 1959

La Thunderbird quatre places a été conçue avec une construction monocoque, évitant un châssis séparé. L'intention était de permettre le maximum d'espace intérieur dans un ensemble extérieur relativement petit. La Thunderbird de 1958 mesurait seulement 52,5 pouces de haut, près de 9 pouces de moins qu'une berline américaine moyenne; la Thunderbird n'avait que 5,8 pouces de garde au sol. Ford a incorporé le tunnel supérieur de transmission, qui était nécessaire dans une voiture inférieure, dans une console centrale divisant les sièges avant et arrière et qui comportaient des cendriers, des interrupteurs et des commandes mineures.
Le reste de l'ingénierie était conventionnelle, avec le nouveau V8 FE-Series Ford de 300 chevaux et 352 pouces cubes (5,8 L) couplé à une transmission manuelle à trois vitesses avec surmultiplication ou une transmission automatique Cruise-O-Matic à trois vitesses en option. La suspension avant était indépendante, avec des ressorts hélicoïdaux et des bras triangulaires de longueur inégale. L'arrière avait initialement un essieu actif suspendu par des bras oscillants et des ressorts hélicoïdaux, qui étaient destinés à être interchangeables avec des ressorts pneumatiques en option qui ont été annulés avant la production. Cela a été changé pour une suspension à ressort à lames plus conventionnelle dans l'année modèle 1959. Des freins à tambour ont été utilisés sur les quatre roues.

## 1958

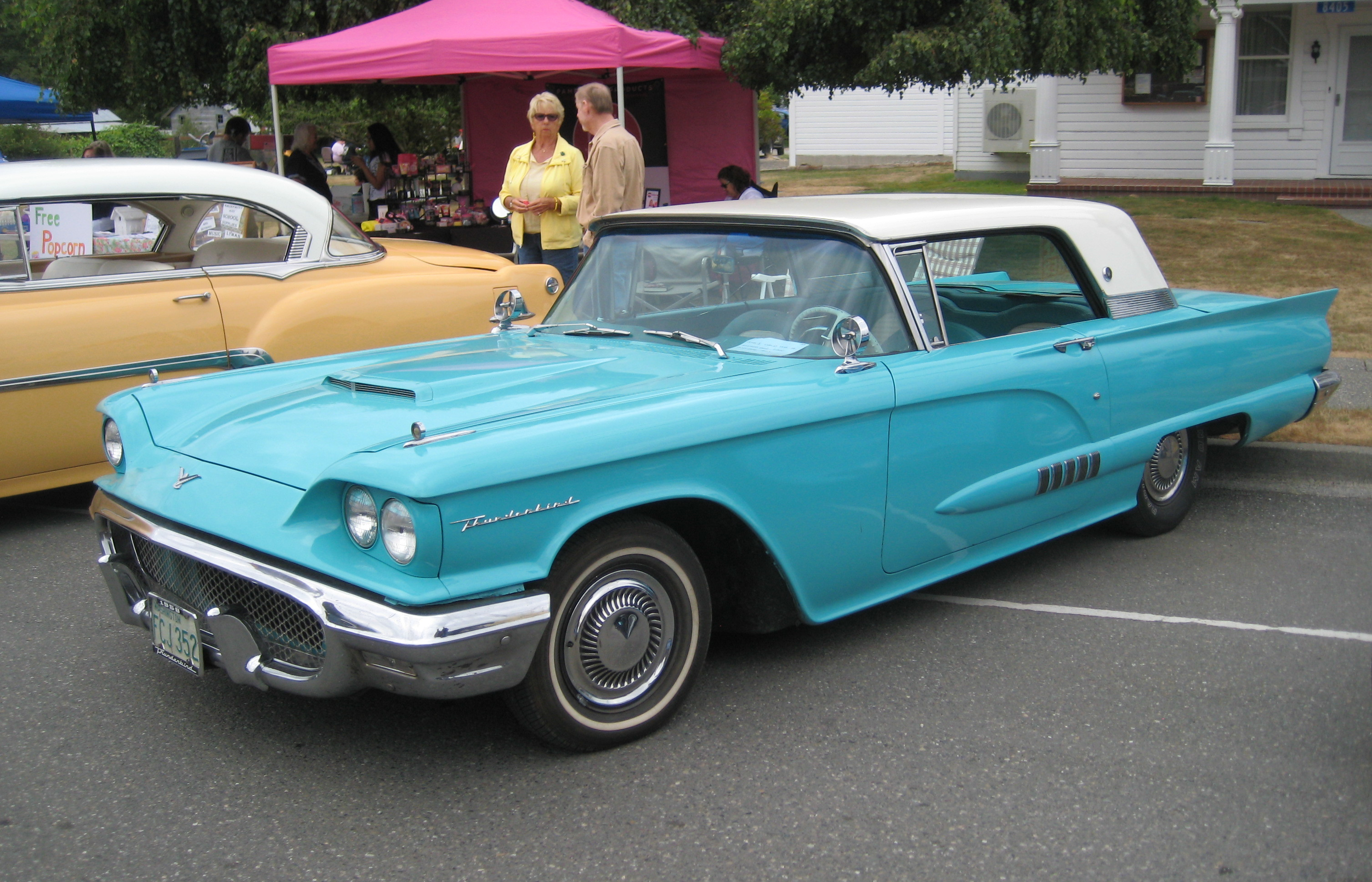
Ford Thunderbird 1958

Divers retards ont conspiré pour que la production ne démarre que le 20 décembre 1957, bien plus tard que le démarrage normal prévu en septembre; la Thunderbird de 1957 a donc été construite pour trois mois supplémentaires.
La nouvelle Thunderbird a remporté le prix de la voiture de l'année de Motor Trend lors de sa première année, marquant l'histoire en tant que première gamme de modèles individuels (par opposition à toute une entreprise) à le recevoir. Alors que de nombreux fans des Thunderbird deux places précédentes n'étaient pas satisfaits de la nouvelle direction, Ford a été justifié par des chiffres de vente de 37 892 unités, plus du double de l'année précédente malgré la perte de trois mois de production et 1958 étant une très mauvaise année pour les ventes de voitures - la Thunderbird était l'une des deux seules voitures à afficher une augmentation des ventes cette année-là (l'autre étant la Rambler). Le cabriolet n'est mis en vente qu'en juin 1958, ce qui en fait seulement 2 134 unités.

## 1959

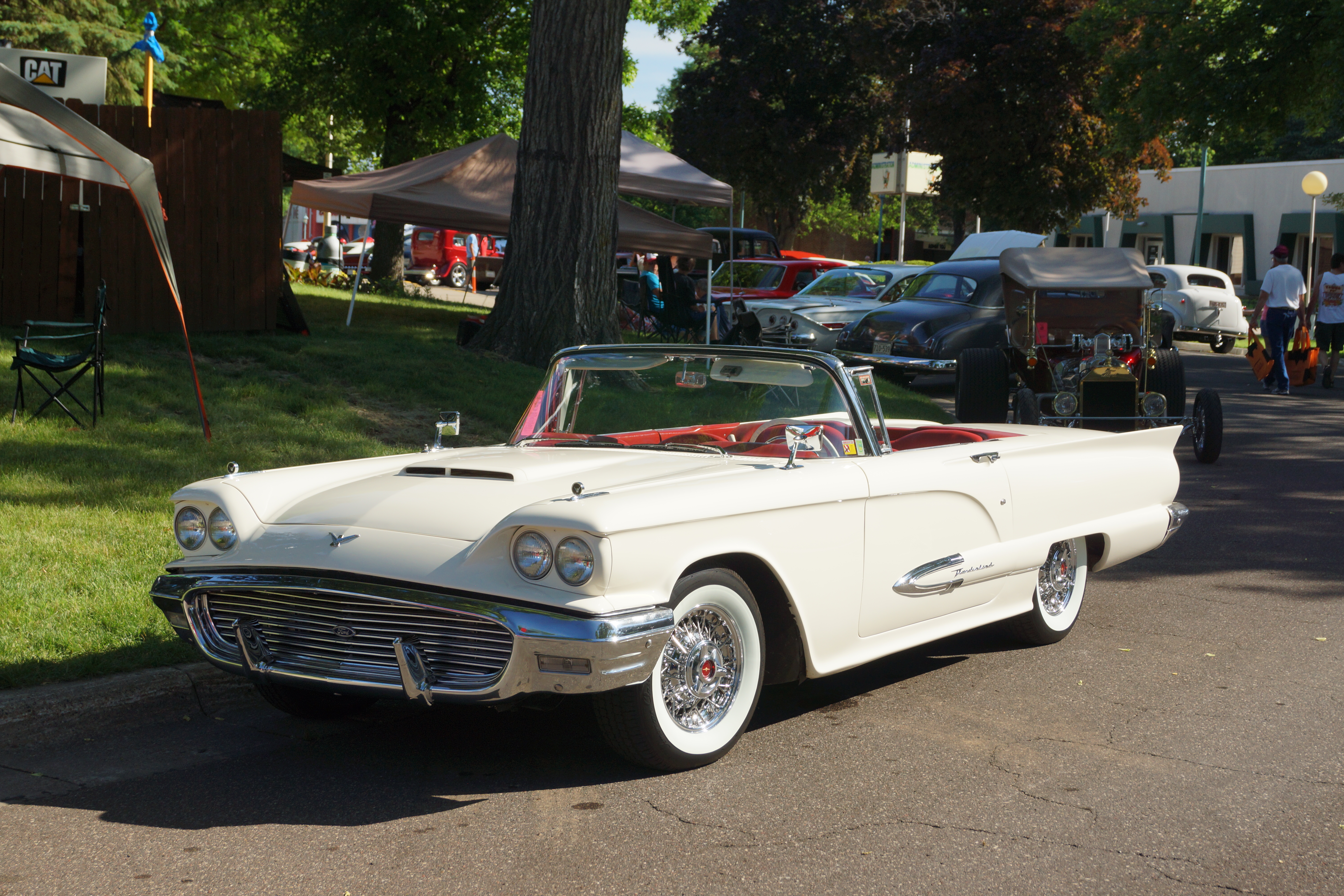
Foed Thunderbird 1959 cabriolet

Pour l'année modèle 1959, Ford a apporté des modifications à l'ornementation avant, arrière et latérale; la sellerie en cuir était disponible pour la première fois. La suspension arrière a été révisée, abandonnant les ressorts hélicoïdaux pour une transmission Hotchkiss avec ressorts à lames parallèles. Un nouveau moteur V8, le MEL-Series de 345 chevaux et 430 pouces cubes (7,0 L), était disponible en petit nombre. Les ventes ont presque doublé à nouveau, à 67 456 unités, dont 10 261 cabriolets. La publicité des Thunderbird de 1959 ciblait les femmes en particulier, montrant des modèles glamour dans des country clubs et d'autres lieux exclusifs, et les chiffres de vente confirmaient les plans marketing de Ford.

## 1960

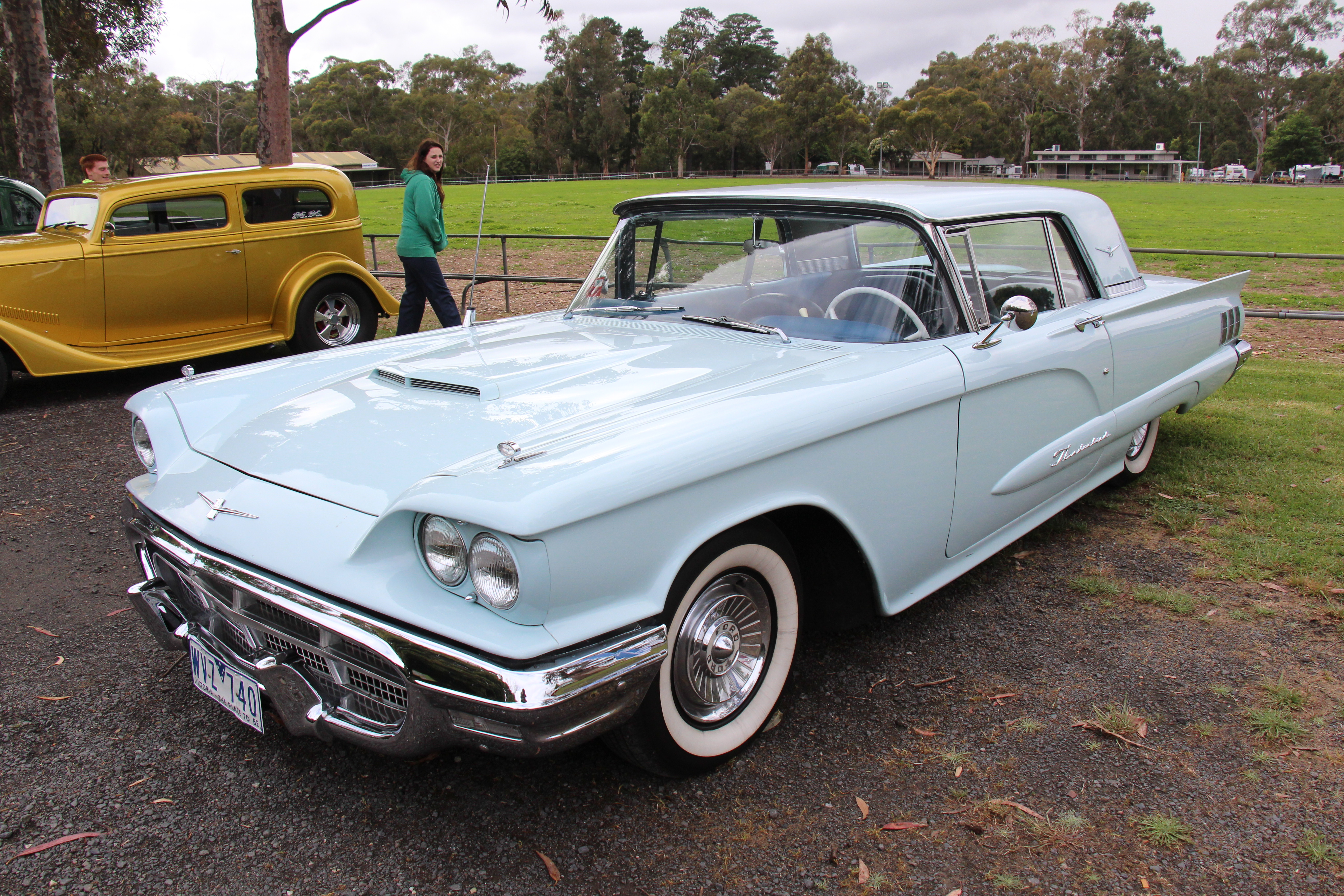
Ford Thunderbird 1960 hardtop

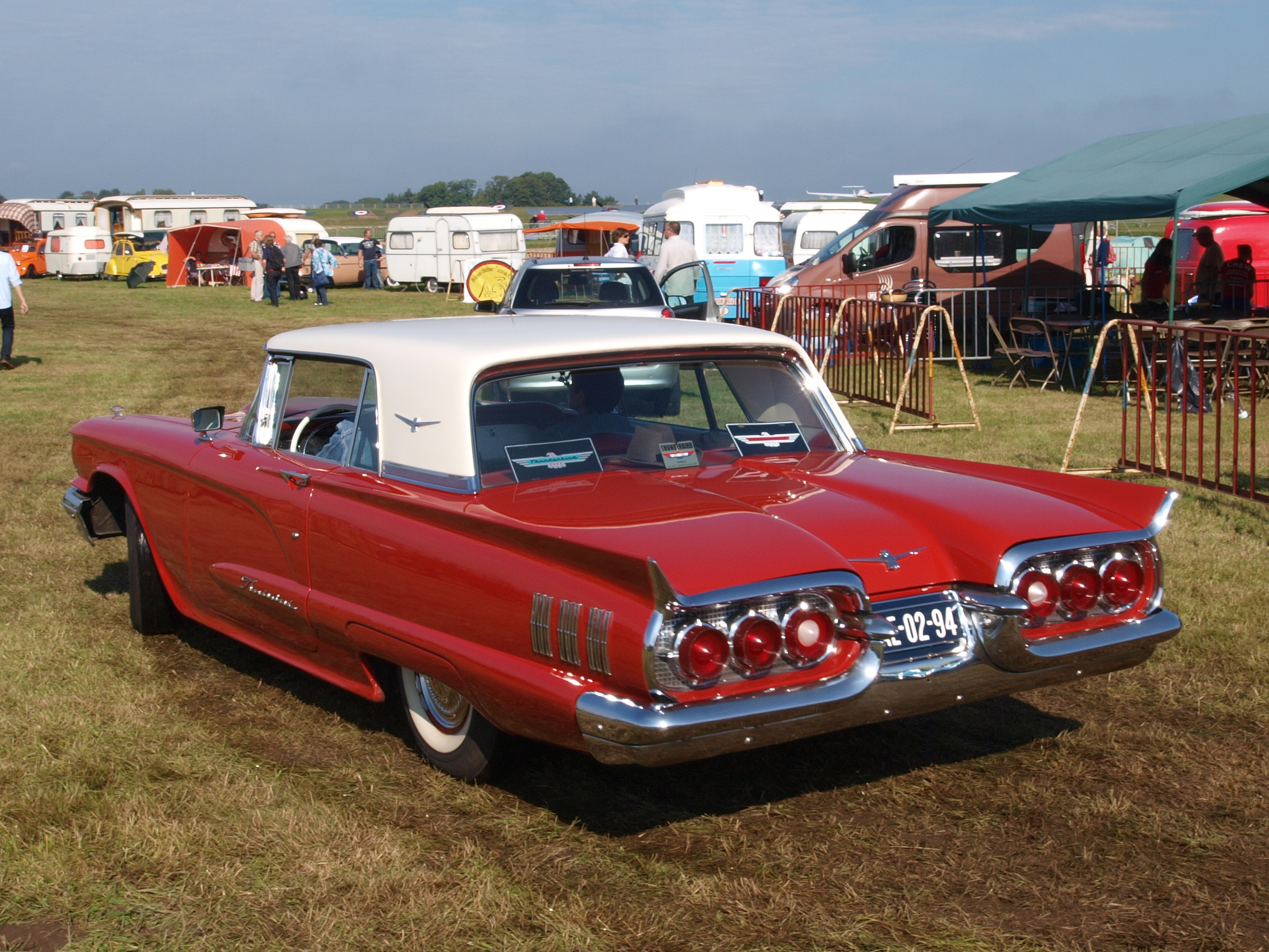
Vue arrière montrant les six feux arrière apparus sur les modèles 1960

Avec plus de changements de finition, notamment l'ajout d'un troisième feu arrière dans les groupes de feux arrière, les chiffres de vente des modèles de l'année 1960 ont atteint un autre record: 92 843 unités vendues, dont 11 860 cabriolets. Une option rare cette année était un toit ouvrant; cette "Golde Edition" (Golde était une société allemande dont le brevet de toit ouvrant était sous licence Ford) s'est vendue à 2 530 exemplaires.
Fin 1960, deux Thunderbird ont été construites en acier inoxydable pour l'Allegheny Ludlum Steel Corporation afin de mettre en valeur l'utilisation décorative de l'acier inoxydable, au prix de 35 000 $ US chacune. En raison des propriétés de l'acier inoxydable, les matrices de production seraient détruites à la suite de l'estampage des pièces. Ce n'était pas un problème pour Ford, car la prochaine génération de Thunderbird utiliserait un nouveau style de carrosserie. Pour reproduire le poids de production normal des Thunderbird de 3 957 lb (1 795 kg), les panneaux de carrosserie étaient en acier inoxydable de type 302 et les pièces de garniture en acier inoxydable de type 430. Au moment de leur production, en raison du laminoir maximal pour l'acier inoxydable produit uniquement du stock d'une largeur de 72 pouces (1 800 mm), les toits des deux voitures ont été construits à partir de deux sections de 42 pouces de large soudées ensemble au milieu. Les deux Thunderbird ont reçu des restaurations mécaniques et intérieures dans les années 1980 et ont survécu jusqu'à ce jour, dont une exposée en permanence au Heinz History Center de Pittsburgh, en Pennsylvanie,.

## Totaux de production
Les nouvelles Thunderbird étaient produites dans une nouvelle usine d'assemblage à Wixom, Michigan, construite dans le cadre d'un plan d'expansion d'entreprise visant à augmenter les ventes de voitures haut de gamme (Mercury, Lincoln et Thunderbird). Un deuxième site a été ouvert à Pico Rivera, en Californie, dans un autre nouvel emplacement appelé Los Angeles Assembly.
| Année | Production |
| 1958  | 37,892     |
| 1959  | 67,456     |
| 1960  | 92,843     |
| Total | 198,191    |